# 馬里昂鎮區 (北卡羅萊納州麥克道威縣)
馬里昂鎮區（英語：Marion Township）是位於美國北卡羅萊納州麥克道威縣的一個鎮區。

## 地方資料
馬里昂鎮區的面積為230.24平方千米，皆為陸地。根據2020年美國人口普查的數據，當地共有人口18771人，而人口密度為每平方千米81.53人。